# 小倉宮聖承
小倉宮 聖承（おぐらのみや せいしょう、応永13年（1406年）頃？ - 嘉吉3年5月7日（1443年6月4日））は、室町時代前期の皇族であり、後南朝勢力の中心人物。南朝最後の天皇である後亀山天皇の孫で、初代小倉宮である恒敦の子。聖承は出家後の法名であり、俗名は不明である。時に「良泰」や「泰仁」とされることがあるが、何れも近世に作られた南朝系図に拠るもので信用できない。樋口宮とも。子に小倉宮教尊がいる。
小倉宮としては2代目となるが、個人としての「小倉宮」は一般にはこの聖承を指すことが多い。

## 概略
小倉宮聖承の系譜関係や経歴について最も詳しい情報を提供してくれるのは前内大臣・万里小路時房の日記『建内記』で、嘉吉3年（1443年）5月9日の条として「南方小倉宮」の入滅について記しつつ割注として「後醍醐院玄孫、後村上曾孫、後亀山院御孫、故恒敦宮御子」云々（さらに岩波書店刊『大日本古記録 建内記（六）』では校訂者注として「小倉宮」に「泰仁王」と傍記されているものの、森茂暁は「根拠は明確ではない」としている）。さらに「法名聖承云々」とあって、この「南方小倉宮」こそは聖承であり、南朝最後の天皇である後亀山天皇の孫で、初代小倉宮である恒敦の御子であることが裏付けられる。
この小倉宮聖承が最初に史料で大きくクローズアップされることになるのは正長元年（1428年）のことで、醍醐寺座主・満済の日記『満済准后日記』正長元年7月8日の条として「小倉殿、昨朝御逐電と云々。何事の子細や驚き入るものなり」。さらに12日の条として「小倉宮没落の様、所詮、関東より子細を申すにより、伊勢国司同心せしめ、すなわち、かの国司の在所へ入りたまふと云々」。
この突然の行動を理解するためには南北朝合一以来の経緯を知る必要がある。足利義満の主導で実現した南北朝合一では、「両朝御流相代之御譲位」、つまり以後は旧北朝と旧南朝が交互に皇位に即くという約束だった。しかし、その約束は後小松天皇の認めるところではなく、応永18年（1411年）11月、後小松天皇は第一皇子の躬仁を皇太子とし、応永19年（1412年）8月、称光天皇が践祚した。わずか11歳という幼さだった。そうして即位した称光天皇だが、生来病弱で、応永25年（1418年）には京都五山の寺院で病気平癒の祈祷も行われている。しかし、その霊験もなく、応永32年（1425年）にはいよいよ病状は深刻な事態に。称光天皇には皇子がなかったため、持明院統（北朝）嫡流の断絶が確実となった。この機を捕え、南朝支持者が皇位を所望する旨を申し入れたとされる。しかし、朝廷・幕府の方針は既に伏見宮貞成親王の子の彦仁王の擁立で内々に一決していたので、申し入れが聞き入れられることはなかった。この際、南朝支持者が擁立を図ったのが「南方小倉宮」こと小倉宮聖承（「聖承」は出家後の法名であり、この時点ではまだ出家前ではあるものの、便宜上、「聖承」と表記する）と考えられる。森茂暁によれば「皇位の回復のため最も派手に動き回ったのは、この二代目小倉宮聖承」で、この時も最早南北朝合一の約束は反故になったと確信した聖承は、正長元年（1428年）7月6日、伊勢国国司で南朝側の有力者である北畠満雅を頼って居所の嵯峨から逐電。北畠満雅はこの当時、幕府と対立していた鎌倉公方・足利持氏とも連携し、聖承を奉じて蹶起したという流れ。
この事態を幕府も一大事と受け止めたようで、『満済准后日記』の7月12日の条では「これについて、種々の巷説これあり。京都の大名の内、少々同心申す輩あるの由」云々。噂というかたちではあるものの、在京中の大名に与同者がいるという見方も示されるなど、疑心暗鬼に陥っていた様子が読み取れる。しかし、北畠満雅からするならば頼みの綱の足利持氏は幕府と和解。また、実際には在京中の大名には与同者はおらず、反乱の動きは大きな広がりを見せることはなかった。そして、正長元年12月21日、北畠満雅は伊勢国守護・土岐持頼に敗れて戦死。その後も聖承は伊勢国に留まって抵抗を続けたものの、北畠満雅亡き後の北畠家は嫡子の北畠教具がまだ7歳と幼かったこともあって最終的には幕府との和睦を選択。そのため、聖承の処遇が問題となる。前内大臣・万里小路時房の日記『建内記』によれば、永享2年（1430年）2月頃より聖承側と万里小路時房の間で帰京のための条件が話し合われていることが読み取れる。それによると、最も大きな懸案となったのは帰京後の生活費で、当面は諸大名の国役として「万疋」を供出し、これを生活費に充てることで決着。また『建内記』からはうかがえないものの、帰京後の永享2年11月、当時、12歳の聖承の息子が足利義持の猶子となった上で真言宗勧修寺門跡に入室しており（法名「教尊」。なお、「教」の字は足利義教の一字を「拝領」したものという）、村田正志は「皇位の御望みを絶たしめ奉ろうとしたものと思われる」という見方を示しており、これも条件の一つであった可能性もある。
こうして聖承の出奔は何の実りももたらすことなく失敗に終わることとなるが、その後の暮しも容易なものではなかったようで、諸大名から供出されることになっていた銭貨（当時の史料では「小倉宮用途」「小倉宮御月棒」と表現されている）の納入は滞りがちで、永享4年（1432年）2月の段階では「去年以来その沙汰を致すべき旨領掌申すの処、一向に面々無沙汰。すでに餓死に及ぶべきやの由、小倉宮状をもつて歎き申さるゝなり」という有り様だった。そのためか、永享6年（1434年）2月には子につづいて自らも出家、戒師を務めたのは長慶天皇の皇子でもある海門承朝で、法名「聖承」も海門承朝より授けられたものという。しかし、その後も聖承を担いで事を起こそうと図る勢力はいたようで、伏見宮貞成親王の日記『看聞御記』の嘉吉3年2月10日の条として「南方小倉殿叛逆之企。大名引合申歟」。ただし、同28日の条では確かに内通はあったものの、小倉宮は病に臥せっており、情報そのものが「皆虚言ニ成了」、つまり全て虚言だったことが判明したとされている。そして、嘉吉3年（1443年）5月7日逝去。万里小路時房は「南方小倉宮」の入滅について記した『建内記』の5月9日の条で「元弘・建武以来、不安が休まることがなかったが、近年は争いも止み、皇統は自然に帰った。天運の理、神慮と云うべき」。なお、村田は「流説に毒殺云々ともいうが信ずるに足らぬ」とその死をめぐって毒殺説があることを書き留めている。

## 関連作品
- 安部龍太郎『彷徨える帝』
- 澤田ふじ子「むなしく候 小倉宮挙兵」（『村雨の首』所収）
- 朝松健「けふ鳥」（『一休闇物語』所収）